# All This Way
"All This Way" är en svensk musiksingel från 2011 av Amanda Fondell, vinnaren av Idol 2011.  Singeln är inspelad i två versioner av Amanda Fondell och Robin Stjernberg som båda är Idol 2011-finalisterna, samt en osläppt version av Moa Lignell som hamnade på tredje plats. Den är skriven av Arnthor Birgisson och Darin Zanyar. För första gången släpptes två versioner av vinnarlåten från Idol och det hände direkt efter semifinalen. Låten framfördes senare direkt i finalen av de båda i Idol 2011 som vanns av Amanda Fondell.
Direkt efter finalen av Idol 2011 blev Robin Stjernbergs version av låten nerplockad från diverse nerladdningssidor och musikstream-sajter, då Amanda Fondell vunnit tävlingen och låten officiellt blivit hennes.
18 december 2011 blev låten etta på Digilistan.
23 december 2011 blev låten etta på Sverigetopplistan.
1 januari 2012 debuterade den på Svensktoppen.

## Listplaceringar

### Amanda Fondells version
| Lista (2011-2012) | Topplacering |
| ----------------- | ------------ |
| Sverige           | 1            |